# 핀란드 여자 축구 국가대표팀

핀란드 여자 축구 국가대표팀은 핀란드를 대표하는 여자 축구 대표팀으로 핀란드 축구 협회에서 관리하고 있다. 1973년 8월 25일 스웨덴과의 친선 경기를 통해 국제 A매치 첫 경기를 치렀고 이 경기에서 0-0으로 비겼으며 현재까지 FIFA 여자 월드컵과 하계 올림픽 본선 기록은 전무한 상태다.

## 국제 대회 경력

### UEFA 유럽 여자 축구 선수권 대회
여자 유로 대회 본선에는 2005년 대회를 비롯해 3번 출전하여 이 중 처음으로 출전한 2005년 대회에서 4강에 오르는 기염을 토했고 자국에서 열린 2009년 대회에서는 8강에 이름을 올렸다.

### 알가르브컵
알가르브컵에는 18번 출전하여 이 가운데 1995년 대회에서 5위에 이름을 올렸고 4번의 대회(1994년, 1997년, 2003년, 2007년)에서는 6위에 올랐다.

## 성적

### FIFA 여자 월드컵
- 1991년 ~ 2023년: 지역 예선 탈락

### 올림픽 축구
- 1996년 ~ 2020년: 지역 예선 탈락
- 2024년: 참가 불가[a]

### UEFA 유럽 여자 축구 선수권 대회
- 1984년~2001년: 예선 탈락
- 2005년: 준결승
- 2009년: 8강
- 2013년: 조별 리그
- 2017년: 예선 탈락
- 2022년: 조별 리그
- 2025년: 조별 리그

## 같이 보기
- 핀란드 축구 국가대표팀